# Новоберезовка (Казахстан)
Новобере́зовка (каз. Новоберезов) — село у складі Тайиншинського району Північноказахстанської області Казахстану. Входить до складу Чкаловського сільського округу.
Населення — 34 особи (2021; 190 у 2009, 308 у 1999, 565 у 1989).
Національний склад станом на 1989 рік:
- німці — 52 %.